# Большие Лопатки
Большие Лопатки — деревня в Вяземском районе Смоленской области России. Входит в состав Заводского сельского поселения. Население — 4 жителя (2007). 
Расположена в восточной части области в 34 км к югу от Вязьмы, в 22 км западнее автодороги Р132 Вязьма — Калуга — Тула — Рязань, на берегу реки Дебря. В 7 км восточнее деревни расположена железнодорожная станция О.п. 37-й км на линии Вязьма — Занозная. 

## История
В годы Великой Отечественной войны деревня была оккупирована гитлеровскими войсками в октябре 1941 года, освобождена в марте 1943 года.